# Тунелът
„Тунелът“ (на немски: Der Tunnel) е роман от немския писател Бернхард Келерман (1879-1951), публикуван през 1913 г. 
Една от големите сензации в началото на XX век е гибелта на „непотопимия“ презокеански лайнер „Титаник“, който още при първия си рейс от Европа за Америка в 1912 г. се сблъсква с айсберг. Светът е потресен не толкова от броя на жертвите – 1600 души, – колкото от крушението на един технически шедьовър, възхваляван като символ на модерната епоха. Една година по-късно светът изживява нова сензация, но този път в литературата – това е романът на немския писател Бернхард Келерман „Тунелът“. Дръзкият проект да се прокопае тунел под Атлантическия океан, който да свърже двата континента и да осигури бърз и безопасен превоз, окриля читателите, укрепва наново вярата във възможностите на човека да обуздае природата и да я подчини на своите цели. Книгата има небивал успех и бързо е преведена на много езици.
Ала не минава и година от публикуването на романа и избухва Първата световна война. Тя унищожава немалко илюзии, но преди всичко развенчава мита, че техническият напредък сам по себе си е напредък към човешко благоденствие. Войната за сетен път потвърждава схващанията на някои големи мислители от XIX век, че техниката като средство за производство неминуемо влиза в противоречие с обществените отношения.
Така книгата на Келерман запазва своята стойност във времето не толкова със сензационния си сюжет, а заради разкриването на една проблематика, чиито застрашителни измерения се осъзнават истински едва днес. Писателят с необикновена точност предсказва живота в съвременния голям капиталистически град с неговата крайна дехуманизация и липса на духовност. Неслучайно действието на романа се развива в Америка и най-вече в Ню Йорк – тази класическа арена на битките между Труда и Капитала. Този Ню Йорк още в началото на века живее в денонощна надпревара; автомобили, надземни железници, коли, фургони, хора – всичко лети, устремено към една-единствена цел: печалбата. Манхатън, огромното сърце на метрополиса, ги поглъща, всмуква и изхвърля през хилядите си артерии. Тук човешките същества са превърнати в лишени от самостоятелност частици, в хаотично движещи се атоми, нажежени от взаимното триене. Отвсякъде ги преследват търговски реклами, подканящи ги да удвоят доходите си, а чрез медикаменти да се избавят от неизбежните истерия и алкохолизъм. В небето кръжат рекламни дирижабли, предлагащи „здраве“, „успех“, „богатство“ – трите труднодостижими символа на прословутия „американски начин на живот“.

## Човекът и Техниката
Но все пак: какви шансове има човекът в този свръхнапрегнат, свръхмеханизиран, свръхбезчовечен свят? Отговорът, който Келерман дава, е типичен за индивидуализма от началото на века: талантливата и силна личност, изпълнена с енергия и трудолюбие, в последна сметка ще наложи себе си и ще осъществи призванието си в битката със себеподобните. Така инженер Мак Алън успява за двадесет години да се издигне „от дълбочина осемстотин метра под земята чак до терасата-градина на хотел 'Атлантик'“, където е събран цветът на финансовите магнати и индустриалните крале на Америка. Благодарение на своите качества някогашното конярче от рудника „Чичо Том“ е станал прочут изобретател и конструктор, заел се да осъществи „най-тежката и титанична работа, извършвана някога от човека“. В неговия лик, разпространяван от вестниците, списанията и „телекинематографа“ – предшественик на днешната телевизия – се взира с възхищение и надежда целият свят. Жестоко експлоатиран като дете, загубил при минна злополука баща си и брат си, с течение на времето Мак Алън сам става експлоататор и причинява гибелта на хиляди свои братя по класа. Но това той не върши съзнателно, напротив: живее с убеждението, че строи своя Тунел именно за благото на народа. Струва му се, че той само стои начело на най-голямото начинание, което човечеството е подхващало в битката си с природата.
В действителност обаче Мак Алън не е истинският ръководител на своето „жизнено дело“; той се оказва обикновена марионетка, движена от скритите лостове на икономическите отношения. Алън не успява да съхрани тъкмо демократизма на своя проект и затова не постига същинската си цел: щастието на хората. Неговият Тунел си остава поредна сензация сред развихрената мания за рекорди, техническо постижение, което накрая вече никого не учудва, макар да са го възхвалявали като „най-великото дело на всички времена“, а Мак Алън да са наричали „Одисей на модерната техника“. Вместо творец на ново бъдеще инженер Алън става сам поддръжник на социалното устройство, срещу което е бил насочил усилията си. Неговото възходящо развитие на „селфмейдмен“ закономерно се пречупва в своя връх и от герой, когото народните певци от предградията възпяват в песните си, той се превръща в трагична фигура.
В романа взаимно се преплитат и допълват три конфликтни линии.

## Техниката и Капиталът
Първата основна тема е стълкновението между все по-устремно развиващата се Техника и Капитала. С анатомична прецизност Келерман разкрива механизма, чрез който Капиталът, съсредоточен в ръцете на шепа финансови магнати, превръща Техниката от оръдие на човека в негов поробител. Алън гордо заявява: „Там, където днешният човек може да монтира машина, той се чувства у дома си!“
Но наистина ли човекът се чувства у дома си край машината в условията на бясна, безмилостна експлоатация? Съсипвани от „адското темпо на Алън“, работниците се бъхтят в „пъкъла“. Със землистия цвят на кожата си те приличат на трупове, това са напълно изтощени хора, които се мятат в полусъзнание сред свистящия вихър прах, поддържани от опиати. Самият строител на Тунела се превръща в бездушен автомат, в човек с разбити нерви и разклатено здраве. За да завърши своя проект, той почти не спи, постоянно изпитва страх от нещастие, съзнанието му е заето само от машини и цифри, а всички човешки чувства у него са притъпени. От създател на Тунела Мак Алън се превръща в негов роб. Той е принесен в жертва на Капитала, а заедно с това и в жертва на Труда, защото неговата работа е вече самоцел, безумие, а не творчество. Техническият гений Мак Алън е мечтаел чрез своя Тунел да свърже културите на двата континента, но гигантското съоръжение, струвало живота и здравето на толкова много хора от различни раси и националности, става владение на Капитала. Не някои император или крал, не президентът на републиката, а всемогъщият банкер Лойд е първият пътник, който преминава през Тунела, за да превърне Европа в предградие на Америка.

## Техниката и Изкуството
Другият главен конфликт в романа е стълкновението между Техниката и Изкуството в модерния буржоазен свят. Обезличен от убийствения и безрадостен труд, човекът води безплоден живот, беден и пуст, въпреки материалното благополучие и извоюваното охолство. Така опразненият от смисъл труд на Алън разрушава не само личността му, но унищожава и хората край него.
В образа на първата му съпруга, Мод, е въплътен изчезващият свят на Изкуството, свят на задушевност и сърдечна топлота. Макар дните ѝ да преминават външно незначително и обикновено, лишени от големи събития, Мод изживява света дълбоко и богато, защото диша с музиката, с литературата – все неща, от които нейният съпруг не разбира нищо. В музиката Мод не само намира успокоение и пълнота, там тя постига интуитивните си прозрения за значението и смисъла на живота, постига висшата радост на съществуването. Изкуството няма власт над конструктора и организатора Мак Алън и вместо да събира и углъбява съществото му, то разсейва мислите му и ги пропъжда. И все пак: върху образа на Мак пада някакво благодатно отражение от поетичната и нежна душа на Мод. И затова след трагичната ѝ гибел Алън бързо загубва човешките си качества, превръща се в технически придатак на своя Тунел.

## Изкуството и Капиталът
И тук кръгът се затваря: Изкуството се стълкновява с Капитала. Това е третата конфликтна линия в романа. Тя се изнася от образа на финансовия магнат Лойд и на неговата дъщеря Етел – втора съпруга на инженер Алън. Борбата на двете жени за Мак олицетворява безизходната схватка между Културата и Капитала. Етел Лойд е типична американка; нейната красота и женственост са част от богатството, с което тя постига целите си. С парите и очарованието си капризната млада милиардерка купува смелостта, енергията и мечтите на Мак. Така Капиталът си присвоява неща, до които той самият няма достъп, присвоява си правото да властва над съкровените човешки преживявания, да властва и в света на Изкуството. Появата на банкера Лойд и дъщеря му на концерта в Медисън-Скуер-Палас поражда у публиката почтителна завист и безпокойство, всички глави се раздвижват, в залата се понася шепот, който поглъща творбата на безсмъртния композитор. Капиталът обсебва Културата и я обезсмисля, превръща я в свой накит с престижна стойност. Затова и лицето на Лойд напомня муцуна на булдог, а по изящната брадичка на Етел пълзи отвратителен лишей, който я обезобразява, за да я превърне постепенно в жива мумия.
Прокопаването на тунел под Атлантическия океан остава и в наши дни техническа утопия. По времето на своята поява романът на Келерман е бил възприет като своеобразно поетическо ясновидство, чието сбъдване е напълно възможно. Днес, близо столетие по-късно, се оказва, че техническата утопия и социалната действителност, описани от Келерман, са запазили своето неразрешимо противоречие. И тук изниква естествено въпросът, залегнал в основата на книгата: доколко техническото развитие като самоцел може да доведе до мечтаното човешко щастие?
Като едно прозрение в бъдещето романът „Тунелът“ внушава, че човешките усилия в покоряването на природата стигат до граници, извън които животът вече не може да бъде подобрен, а само унищожен.